# Epanaphe ealana
Epanaphe ealana är en fjärilsart som beskrevs av Embrik Strand. Epanaphe ealana ingår i släktet Epanaphe och familjen tandspinnare. Inga underarter finns listade i Catalogue of Life.